# UFC 37.5
UFC 37.5: As Real As It Gets foi um evento de artes marciais mistas promovido pelo Ultimate Fighting Championship, ocorrido em 22 de junho de 2002 no Bellagio Hotel e Casino em Paradise, Nevada. A luta principal foi entre Chuck Lidell e Vitor Belfort, pela categoria dos meio pesados do UFC.

## Background

### Ao Vivo para o Brasil
O confronto entre Liddell e Belfort ficou eternizado pela fantástica disputa entre os lendários lutadores. Além disso, o confronto foi o primeiro evento do UFC transmitido ao vivo por um canal de TV aberta no Brasil. Logo após a saída de Belfort, do programa Casa dos Artistas, no SBT, o canal comprou alguns eventos onde o lutador brasileiro fosse atuar, entre eles, o piloto UFC 37,5.